# Fairfax Moresby
Fairfax Moresby (Calcutta, 1786 - Exmouth, 21 januari 1877) was een Brits marineofficier.

## Biografie
Moresby werd geboren in 1786 in Calcutta als zoon van een luitenant-kolonel, die in India gestationeerd was. Hij begon te werken op een schip op 13-jarige leeftijd. In 1803 werd hij Adelborst op de HMS Amazon. In 1806 werd hij bevorderd tot luitenant en in 1811 tot kapitein-luitenant ter zee. In 1822 sloot hij de Moresby Treaty met de imam van Masqat in verband met slavernij. In 1862 werd hij tot admiraal bevorderd en in 1870 tot Admiral of the Fleet, de hoogste titel die men in het Verenigd Koninkrijk kan verkrijgen binnen de Royal Navy.
Moresby overleed in 1877. Zijn zoon, John Moresby (1830-1922), werd ook een bekende marineofficier.